# 金國均
金國均（1814年—？），字階平，號秉之，又號可亭，湖北汉阳府黃陂縣人，中國清代翰林。
金國均為嘉庆二十五年进士金光杰之子。道光十八年（1838年），金國均考中戊戌科進士，殿試高居第一甲第二名（榜眼），授翰林院編修。官至侍讀學士，大梁书院主讲。